# Промислова вода
Промислова вода (рос. промысловая вода, англ. produced water, нім. Betriebswasser n) — природний висококонцентрований водний розчин (наприклад, розсоли лужних галоїдів, сульфатів, карбонатів, нітратів), що використовується для отримання відповідних солей, а також металів, мікроелементів (з озерної ропи, з підземних джерел). У соляних озерах особливо цінною є міжкристальна (донна) ропа, що характеризується постійним складом, який не залежить від кліматичних і ін. умов (вміст солей понад 350 г/л). Значення має П.в. борна (вміст бору 300–500 мг/л), бромна (Br понад 250 мг/л), йодна (I понад 15 мг/л), П.в. що містить Ва, Ra, Sr, Mo, Au, Ag, U, Re й ін. мікроелементи. П.в. переробляється методами випарювання, кристалізації, хім. осадження, сорбції на йонообмінних смолах, екстракції органічними екстраґентами, електрохімічними мето-дами. Аналогічні методи застосовуються для переробки розчинів свердловинного підземного розчинення солей (солепромис-ли). Подібний високомінералізований склад має нафтова вода, що супроводжує нафту і газ. Використовується для отримання J, Вг, Ва, В, Ra, Sr. Містить також органічні речовини, гази (вуглеводні, азот, сірководень, вуглекислоту).